# Józef Wesołowski
Józef Wesołowski (Nowy Targ, 15 juli 1948 – Vaticaanstad, mogelijk 28 augustus 2015) was een Pools geestelijke, aartsbisschop van de Rooms-Katholieke Kerk, en nuntius van de Heilige Stoel.
Wesołowski werd, na een studie aan het aartsdiocesaan grootseminarie van Krakau op 21 mei 1972 priester gewijd voor hetzelfde aartsbisdom, door kardinaal Karol Józef Wojtyła, de latere paus Johannes Paulus II. Vanaf 1980 was hij in diplomatieke dienst van de Heilige Stoel, waar hij achtereenvolgens werkte op de nuntiaturen in Zuid-Afrika, Costa Rica, Japan, Zwitserland, India en Denemarken.
Paus Johannes Paulus II benoemde hem op 3 november 1999 tot apostolisch nuntius in Bolivia en wijdde hem zelf een paar maanden later, in de Sint-Pietersbasiliek, tot titulair aartsbisschop van Slebte (het tegenwoordige Sleaty in Ierland). Van 2002 tot 2008 vervulde Wesołowski dezelfde functie in Kazachstan, Tadzjikistan, Turkmenistan en Oezbekistan. In 2008 werd hij door paus Benedictus XVI benoemd tot nuntius in de Dominicaanse Republiek en pauselijk delegaat voor Puerto Rico en Haïti.
Op 21 augustus 2013 werd aartsbisschop Wesołowski door paus Franciscus ontheven uit zijn functie, na gefundeerde beschuldigingen dat de aartsbisschop zich in de Dominicaanse Republiek zou hebben schuldig gemaakt aan betaalde seks met minderjarige jongens. Wesołowski werd teruggeroepen naar het Vaticaan, waar hij - hangende een proces dat in de Dominicaanse Republiek werd voorbereid - op 27 juni 2014 werd teruggeplaatst in de lekenstand. Aangezien Wesołowski de nationaliteit van Vaticaanstad had, kon hij niet worden uitgeleverd. Niettemin werd hij op 23 september van datzelfde jaar onder huisarrest geplaatst, in afwachting van verdere maatregelen.
Wesołowski was de eerste aartsbisschop die op grond van beschuldigingen van pedofilie in de lekenstand werd teruggeplaatst. Eerder gebeurde iets soortgelijks met de Canadese bisschop Raymond Lahey.
Op 15 juni 2015 maakte het Vaticaan bekend dat het juridisch proces tegen Wesołowski op 9 juli van dat jaar zou beginnen. Naast de zaak van het kindermisbruik in de Dominicaanse Republiek, werd hem ook het verzamelen en bezit van kinderporno ten laste gelegd. Hij overleed plotseling op 67-jarige leeftijd.
- International Standard Name Identifier: 0000 0000 6260 7546
- Nederlandse Thesaurus van Auteursnamen: 162294379
- Virtual International Authority File: 89714250
- WorldCat: E39PBJg8DWBRbqv7ckg8Dcvfv3